# En liberté provisoire
Pour plus de détails, voir Fiche technique et Distribution.
En liberté provisoire (Back in Circulation) est un film américain réalisé par Ray Enright et sorti en 1937.

## Synopsis
Timmy Blake est l'une des meilleures journalistes d'investigation du Chronicle et ne recule devant rien. Bill Morgan, son rédacteur en chef et fiancé, le sait, alors lorsqu'il reçoit une lettre anonyme indiquant que le magnat de l'automobile Spencer Wade a été empoisonné, il envoie Timmy pour couvrir l'évènement. Timmy reconnaît la veuve de Wade, Arline, comme étant la femme qu'elle a vue avec un autre homme dans une boîte de nuit, avant la mort de Wade.

## Fiche technique
- Titre original : Back in Circulation
- Réalisation : Ray Enright
- Scénario : Warren Duff, Seton I. Miller d'après l'histoire Angle Shooter d'Adela Rogers St. Johns, parue dans Cosmopolitan[2].
- Production : Samuel Bischoff
- Photographie : Arthur L. Todd
- Montage : Clarence Kolster
- Musique : Bernhard Kaun, Heinz Roemheld
- Genre : Comédie dramatique
- Distributeur : Warner Brothers
- Durée: 81 minutes
- Date de sortie : 
  - États-Unis : 25 septembre 1937

## Distribution
- Pat O'Brien : Bill Morgan
- Joan Blondell : Timothea 'Timmy' Blake
- Margaret Lindsay : Arline Wade
- John Litel : Dr. Eugene Forde
- Eddie Acuff : Murphy
- Craig Reynolds : 'Snoopy' Davis
- George E. Stone : Mac
- Walter Byron : Carlton Whitney
- Ben Welden : Sam Sherman
- Regis Toomey : Buck
- Raymond Brown : Attorney Bottsford
- Gordon Hart : Dr. Hanley
- Granville Bates : The Coroner
- Herbert Rawlinson : District Attorney Saunders
- Spencer Charters : Plattstown Sheriff